# مهدي يراحي
مهدي يراحي (من مواليد 14 نوفمبر 1981 في الأهواز) مغن عربي، يُعد واحد من أشهر المطربين في خوزستان. واشتهر في إيران بعد نجاح أغنيته «حيك» بألحان الراحل ناظم الغزالي.

## أغاني المنفردة باللغة العربية
| سنة الإنتاج | الاسم     | كاتب                       | ألحان       | توزيع                  |
| ----------- | --------- | -------------------------- | ----------- | ---------------------- |
| 2012        | من علمك   | عزيز الرسام                | كاظم الساهر | أميد حاجيلي و موموريضا |
| 2013        | غزال      | عزيز الرسام                | كاظم الساهر | کوشان حداد             |
| 2015        | على مودك  | ؟                          | ؟           | ؟                      |
| 2016        | حيك       | علي بحریني (القسم الفارسي) | مهدي یراحي  | کوشان حداد             |
| 2019        | اهل النخل | مرتضی حیدری آل کثیر        | مهدی یراحی  | کوشان حداد             |

## الوصلات الخارجية
- مهدي يراحي على موقع ميوزك برينز (الإنجليزية)
- مهدي يراحي على موقع ديسكوغز (الإنجليزية)

- تحميل أغاني مهدي يراحي (باللغة العربية)
- الموقع الرسمي لمهدي يراحي